# Demián Velazco
Demián Uriel Velazco Rochwerger (Buenos Aires, 22 de noviembre de 1991) es un actor de doblaje y locutor argentino, conocido por dar voz a Abyo en el doblaje latinoamericano de Pucca, a Marco Díaz en Star vs. las Fuerzas del Mal, Jack Adam en El mundo salvaje de Darcy y también dio la voz a Sprig Plantar en Amphibia.
Desde 2009 a 2012 fue el locutor principal de la señal sur de Disney XD, Desde 2017 es el locutor oficial de la señal argentina de Cartoon Network.

## Filmografía

### Series de televisión
- College 11: Backstage - Victor De Grammont
- Programa de talentos - Cameron Parks
- Jessie - Vincent
- The Walking Dead - Duane Jones
- The Troop - Etienne
- True Jackson - Justin Bieber
- Power Rangers Furia Animal - Theo Martin
- El mundo salvaje de Darcy - Jack Adams

### Películas
- Dreamer - Sonny (Taylor Handley)
- Gone - Jock (Jordan Fry)
- Diary of a Wimpy Kid 3: Dog Days - Greg Heffley (Zachary Gordon)
- Sky High - Ethan (Dee Jay Daniels)
- Fred 3: Camp Fred - Fred Figglehorn (Lucas Cruikshank)

### Series animadas
- 2004-2008: Los héroes de la ciudad - Wayne
- 2006-2007: Pucca - Abyo
- 2005-2007: Doodlebops presenta: Doodlerock - Voces adicionales
- 2009-2011: Liga de súper malvados - Voces adicionales
- 2010-2014: Pecezuelos - Steve Jackson
- 2011-2012: A de asombroso- Noam
- 2012-2016: Gravity Falls: Un verano de misterios - Gideon Alegría
- 2012-2017: Ultimate Spider-Man - Amadeus Cho/Araña de Hierro
- La asombrosa excursión de Zamba[¿desde cuándo?] - El niño que lo sabe todo
- Zapa Zapa - Gonza
- 2015-2019: Star vs. las Fuerzas del Mal- Marco Díaz
- Los Vecinos Green-Jace/No apto para grillos
- 2019-2022 Amphibia (serie de televisión)- Sprig Plantar

### Películas animadas
- Ositos Cariñosos: La historia de Revoltosito - Divertiosito
- Chicken Little - Voces adicionales